# Zabudowa

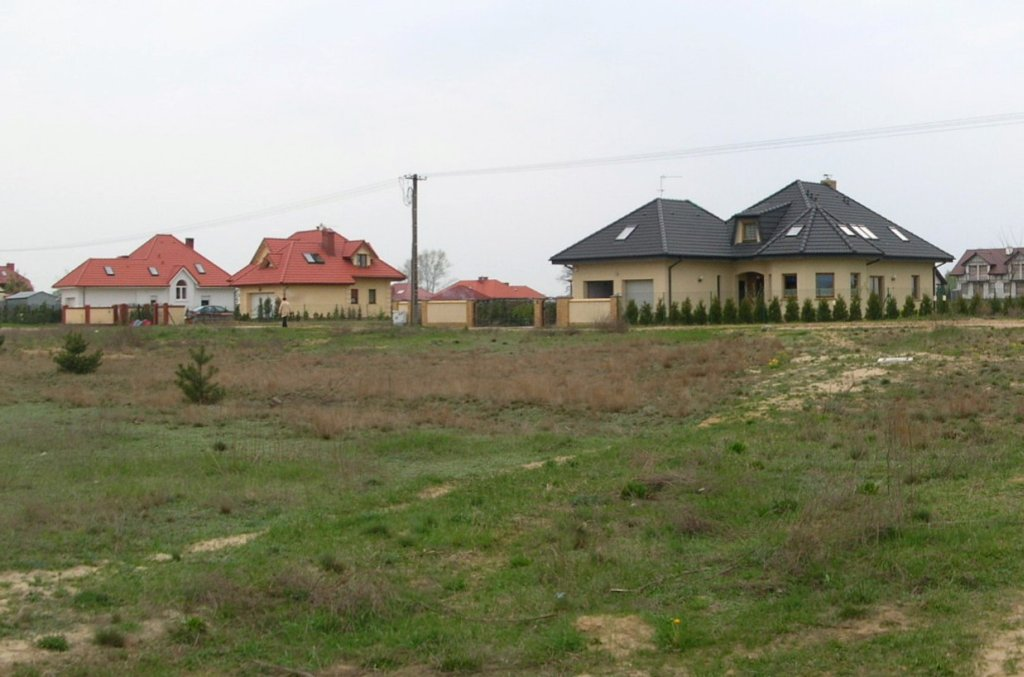
Zabudowa podmiejska w Niemczu

Zabudowa – zespół budynków i innych obiektów budowlanych zlokalizowanych na danym terenie. Pojęcie zabudowy jest terminem występującym w przepisach planistycznych i techniczno-budowlanych. Sposób kształtowania projektowanej zabudowy oraz jej parametry określa miejscowy plan zagospodarowania przestrzennego lub decyzja o warunkach zabudowy. Wymagania techniczne stawiane zabudowie w zależności od jej rodzaju, określone są w rozporządzeniu w sprawie warunków technicznych jakim powinny odpowiadać budynki i ich usytuowanie.

## Rodzaje zabudowy
Zabudowę można podzielić na różne rodzaje w zależności od wybranych kryteriów:

### Wedługwzajemnej relacji obiektów tworzących zabudowę
- zabudowa wolnostojąca
- zabudowa bliźniacza
- zabudowa szeregowa
- zabudowa grupowa
- zabudowa atrialna
- zabudowa pierzejowa

### Według charakteru przestrzennego i funkcjonalnego zespołu zabudowy
- zabudowa śródmiejska
- zabudowa jednorodzinna
- zabudowa wielorodzinna
- zabudowa zagrodowa
- zabudowa produkcyjna
- zabudowa usługowa
- zabudowa letniskowa

### Wedługintensywności zabudowy
- zabudowa o wysokiej intensywności
- zabudowa o niskiej intensywności
- zabudowa zwarta
- zabudowa rozproszona

## Parametry zabudowy
Zabudowę można scharakteryzować pewnymi mierzalnymi parametrami, stosowanymi w aktach planistycznych, między innymi:
- wysokość zabudowy
- intensywność zabudowy
- powierzchnia zabudowy
- powierzchnia biologicznie czynna (część terenu pozostająca niezabudowana i nieutwardzona)
- nieprzekraczalna lub obowiązująca linia zabudowy
- forma architektoniczna - na którą składają się szczegółowe wytyczne dotyczące m.in. rodzaju i spadku dachu, sposobu kształtowania elewacji, kolorystyki, materiałów elewacyjnych, wyniesienia budynku ponad poziom terenu
- funkcja zabudowy - określona pośrednio poprzez przeznaczenie danego terenu w akcie planistycznym, zgodnie z załącznikiem nr 1 do rozporządzenia w sprawie wymaganego zakresu projektu miejscowego planu zagospodarowania przestrzennego[3]